# 김광석 다시 부르기 1
《김광석 다시 부르기 1》는 김광석의 첫 번째 리메이크 음반이다. 1993년 3월 서울음반에서 발매되고 그해 10월 킹레코드에서 재발매되었다.

## 수록곡
| #   | 제목                          | 작사   | 작곡   | 재생 시간 |
| --- | ----------------------------- | ------ | ------ | --------- |
| 1.  | 〈이등병의 편지〉             | 김현성 | 김현성 | 4:46      |
| 2.  | 〈사랑이라는 이유로〉         | 김형석 | 김형석 | 3:53      |
| 3.  | 〈사랑했지만〉                | 한동준 | 한동준 | 4:26      |
| 4.  | 〈그날들〉                    | 김창기 | 김창기 | 5:19      |
| 5.  | 〈너에게〉                    | 김형석 | 김형석 | 4:12      |
| 6.  | 〈슬픈노래〉                  | 이장수 | 김광석 | 4:12      |
| 7.  | 〈거리에서〉                  | 김창기 | 김창기 | 5:42      |
| 8.  | 〈말하지 못한 내사랑〉        | 유준열 | 유준열 | 4:35      |
| 9.  | 〈그루터기〉                  | 한동헌 | 한동헌 | 3:43      |
| 10. | 〈기다려줘〉                  | 김창기 | 김창기 | 4:00      |
| 11. | 〈흐린가을 하늘에 편지를 써〉 | 김창기 | 김창기 | 4:41      |
| 12. | 〈그대의 웃음소리〉           | 김광석 | 김광석 | 4:08      |
| 13. | 〈광야에서〉                  | 문대현 | 문대현 | 3:13      |

## 수록곡 설명
1. 〈이등병의 편지〉
옴니버스 음반 《겨레의 노래 1》(1990년) Side A 6번 트랙에 수록된 곡이다. 전인권과 가야가 노래했다.
2. 〈사랑이라는 이유로〉
가수 김광석의 2집《김광석 2nd》(1991년) 3번 트랙에 수록된 곡이다.
3. 〈사랑했지만〉
가수 김광석의 2집《김광석 2nd》(1991년) 1번 트랙에 수록된 곡이다.
4. 〈그날들〉
가수 김광석의 2집《김광석 2nd》(1991년) 7번 트랙에 수록된 곡이다.
5. 〈너에게〉
가수 김광석의 1집《김광석 1》(1989년) Side A 1번 트랙에 수록된 곡이다.
6. 〈슬픈 노래〉
가수 김광석의 2집《김광석 2nd》(1991년) 6번 트랙에 수록된 곡이다.
7. 〈거리에서〉
동물원의 1집《동물원 1》(1988년) Side A 1번 트랙에 수록된 곡이다.
8. 〈말하지 못한 내사랑〉
동물원의 1집《동물원 1》(1988년) Side A 2번 트랙에 수록된 곡이다.
9. 〈그루터기〉
노래를 찾는 사람들의 1집《노래를 찾는 사람들 1》(1984년) Side A 5번 트랙에 수록된 곡이다.
10. 〈기다려줘〉
가수 김광석의 1집《김광석 1》(1989년) Side B 2번 트랙에 수록된 곡이다.
11. 〈흐린가을 하늘에 편지를 써〉
동물원의 2집《두 번째 노래모음》(1988년) 1번 트랙에 수록된 곡이다.
12. 〈그대의 웃음소리〉
가수 김광석의 1집《김광석 1》(1989년) Side A 3번〈그대 웃음소리〉로 수록된 곡이다.
13. 〈광야에서〉
노래를 찾는 사람들의 2집《노래를 찾는 사람들 2》(1989년) Side A 2번 트랙에 수록된 곡이다.